# Breda Susič
Breda Susič, novinarka, kulturna delavka, * 11. september 1970, Trst.

## Življenje in delo
Breda Susič (do leta 2023 je nosila priimek Sussi, saj so med fašizmom v Italiji družini poitalijančili priimek in ni ji uspelo, da bi ga prej spet pretvorila v originalno obliko) se je rodila v Trstu, oče je bil Emidij, sociolog, mati Lučka (rojena Peterlin), profesorica in kulturna delavka. Obvezno šolanje je opravila v slovenskih šolah na Opčinah nad Trstom, leta 1989 pa je maturirala na Klasičnem liceju France Prešeren v Trstu. Nato se je vpisala na podružnico v Gorici tržaške univerze, kjer je zaključila študij na fakulteti Mednarodnih in diplomatskih ved (Facoltà di Scienze internazionali e diplomatiche). Kasneje je zmagala na natečaju in sprejela službo kot novinarka na slovenski redakciji RAI na Radiu Trst A. V državno časikarsko zbornico je vpisana od leta 1997 kot publicistka, od leta 2002 pa kot profesionalna novinarka.
Že od mladosti je bila Breda Susič vključena v kulturno delovanje Slovencev v Italiji, kot otrok je prepevala v zboru Vesela pomlad z Opčin, bila je aktivna članica Društva Finžgarjev dom, več let je bila v odboru SSK - Slovenskega kulturnega kluba v Trstu, kjer si je po osamosvojitvi Slovenije zelo prizadevala za vsakoletne odmevne prireditve Slovenija Party v centru Trsta. Sodelovala je pri mladinski prilogi revije Mladike Rast in skrbela, da bi redno izhajala z zanimivo vsebino. Kasneje je pri SSK in pri društvu Mosp prirejala tečaje za časnikarske delavnice. Z društvom MOSP je Breda Susič pravi motor in spodbujevalec za Drago mladih (forum za mladino, ki se dogaja ob Študijskih dnevih Draga), kateri sledi od njenega nastanka. Večkrat je tudi predavala in pomagala pri organizaciji Študijskih dnevov Draga. Mnogo let je v uredniškem odboru revije Mladika. Vsekakor je Susičeva tudi plodna publicistka, saj piše za Novi glas, Mladiko in druge medije. Leta 2002 je za SLORI izdala knjigo Radio, TV in novi mediji med Slovenci v Italiji, kjer z anketiranjem slovenskih višješolcev na Tržaškem in Goriškem o uporabi računalnika, medmrežja in pametnih telefonov opiše njihovo stopnjo razširjenosti ter način uporabe s posebno pozornostjo glede jezika komuniciranja.
Breda Susič je že več let v izvršnem odboru Slovenske prosvete, pri kateri tudi aktivno sodeluje. Odbornica je tudi pri Društvu slovenskih izobražencev iz Trsta. Leta 2023 so jo na občnem zboru izvolili kot predsednico Društva Finžgarjev dom na Opčinah.